# Canon EOS-1D Mark III
La Canon EOS EOS-1D Mark III è una fotocamera reflex digitale (DSLR) professionale presentata da Canon il 22 febbraio 2007, non più prodotta.
Presentata al pubblico nel febbraio 2007 ha iniziato ad essere distribuita ad aprile dello stesso anno. Premiata dal TIPA come miglior fotocamera D-SRL professionale del 2007.  Caratterizzata come tutte le serie 1, dall'essere tropicalizzata, La macchina presenta infatti 76 guarnizioni ed è garantita per poter essere usata senza problemi in un campo di temperature che va da 0 a più di 45 gradi Celsius. È stata sostituita dalla EOS-1D Mark IV.

## Caratteristiche
- Sensore formato CMOS APS-H da 10.1Mpixel 28,1 x 18,7 mm (fattore di moltiplicazione per equivalenza di angolo focale su full-frame di 1.3x).
- Raffica da 10fps con possibilità di scattare fino a circa 30 immagini in formato RAW ad ISO 100 e 14 bit.
- Raffica da 10fps con possibilità di scattare fino a circa 110 immagini in formato JPG ad ISO 100 e 14 bit.
- Sensibilità ISO espandibile da ISO50 ad ISO6400 (L ed H).
- Sistema di pulizia EOS del sensore attraverso microvibrazioni e LiveView.
- Due processori "DIGIC III" operanti a 14 bit (16 384 toni per pixel).
- 45 punti auto focus (AF) divisi in 19 punti a croce selezionabili dall'utente tramite ghiere e multicontroller e 26 punti di assistenza non selezionabili.
- Schermo LCD da 3" con modalità Live View
- Compatibiltà con tutti gli obiettivi EF, non compatibile con gli obiettivi EF-S.

## Funzioni personalizzate (Custom functions–C. Fn)
La 1D Mark III dispone di 57 funzioni personalizzate (Custom functions, abbreviate in C. Fn), tramite le quali è possibile personalizzare il comportamento della fotocamera nelle varie situazioni di scatto. Tali funzioni sono organizzate in quattro categorie, indicati con numeri romani (da I a IV), relativi alle varie personalizzazioni possibili. Per sfruttare appieno le caratteristiche della 1D Mark III è necessario conoscere queste funzioni e comprendere qual è l'effetto delle varie impostazioni possibili sul comportamento della macchina fotografica.
È fondamentale notare che, nonostante l'esistenza di vari settaggi suggeriti dalla stessa Canon o da altre fonti per le varie situazioni di scatto, le funzioni personalizzate sono caratterizzate in base all'uso che si fa della fotocamera. L'utente e il suo comportamento nelle varie situazioni di scatto, insieme alla sua esperienza, deve essere in grado di trovare le funzioni personalizzate più utili al suo particolare modo di fotografare. Le varie funzioni personalizzate possono determinare da sole il comportamento della fotocamera in alcune situazioni di scatto oppure necessitano e/o possono essere combinate con altre funzioni per portare al cambiamento del comportamento della macchina fotografica.

### Auto focus/Drive
Di particolare interesse sono le funzioni personalizzate relative all'Auto focus/Drive. La Canon 1D Mark III integra un sistema di autofocus (AF) rinnovato e con un diverso comportamento rispetto ai precedenti modelli.

### Sensibilità inseguimento AF AI Servo
Consente di selezionare uno tra cinque possibili valori di sensibilità (da -2 a +2 escluso lo 0) nell'agganciare un nuovo soggetto dell'autofocus in modalità AI-Servo. Il settaggio non influisce sulla velocità con cui l'autofocus segue un soggetto agganciato ma determina solamente la velocità con cui la fotocamera sposta l'autofocus da un soggetto ad un altro. Conseguentemente un settaggio basso farà sì che la fotocamera si metta ad attendere un lasso di tempo elevato prima di cercare un nuovo soggetto quanto il soggetto principale non risulta più agganciato. Un settaggio basso è quindi utile quando si vuole che l'autofocus resti fisso sul primo soggetto che si è inquadrato. Per esempio: nuotatore che va sott'acqua e riemerge per respirare (stile rana). In questo esempio l'autofocus “attenderà” che il nuotatore riemerga senza cercare di mettere a fuoco l'acqua.
Un settaggio alto/molto alto (valore +1 o +2) generalmente non è mai raccomandato. Nelle varie guide disponibili nei link indicati in questa voce non viene mai suggerito di usare un settaggio maggiore di 0.

### Priorità prima/seconda immagine AF AI Servo
Consente di scegliere il comportamento della fotocamera in caso di scatto a raffica relativamente al dare la priorità alla velocità di scatto o alla precisione della messa a fuoco. È generalmente consigliabile lasciare l'impostazione predefinita (valore 0) che consente alla 1D Mark III di mettere a fuoco il soggetto sia per il primo scatto sia per tutta la raffica prima di scattare effettivamente la foto. Il valore 1 consente alla fotocamera di mettere a fuoco il soggetto per il primo scatto e poi di dare priorità alla velocità della raffica, ed è utile se si vuole fotografare un soggetto molto veloce che non cambierà bruscamente di posizione come uno corridore o un ciclista o altri soggetti veloci che seguono una traiettoria definita ed intuibile dal fotografo.

## Consigli d'uso
- La qualità dell'immagine finale, in particolare per quello che riguarda il rumore digitale, deriva non solo dalla sensibilità ISO impostata ma anche dal tipo di esposizione effettuata. Generalmente, per via delle caratteristiche del sensore CMOS, ad alti ISO il rumore prodotto può essere ridotto in modo considerevole sovraesponendo leggermente al momento dello scatto e successivamente sottoesponendo in postproduzione poiché il rumore stesso è poco presente nelle alte luci e più presente nel caso di bassa luce.

## Problema nel funzionamento dell'AF (autofocus) in modalità Servo (inseguimento)
La stessa Canon ha ammesso che una serie limitata di modelli di 1D Mark III hanno un problema con il dispositivo di AF quanto la fotocamera viene usata in modalità AF Servo, in particolare con un sub mirror, che può essere cambiato per portare la fotocamera a funzionare perfettamente. Il problema dell'AF riguarda solo alcune fotocamere, in particolare quelle con seriale da 501001 a 546561 (non tutte le fotocamere con seriale di questo tipo presentano necessariamente il problema). Attualmente il problema dell'AF della 1D Mark III sembra essere risolto e l'azienda produttrice ha dichiarato la 1D Mark III come la migliore macchina fotografica AF da essa mai prodotta.